# Большеанненковский сельсовет
Большеанненковский сельсове́т — муниципальное образование (сельское поселение) в Фатежском районе Курской области. Расположен в восточной части района. 
Административный центр — деревня Большое Анненково.

## Население
| 2002 | 2010 | 2012 | 2013 | 2014 | 2015 | 2016 |
| ---- | ---- | ---- | ---- | ---- | ---- | ---- |
| 996  | ↘764 | ↗771 | ↘767 | ↘730 | ↗731 | ↘699 |
| 2017 | 2018 | 2019 | 2020 | 2021 |      |      |
| ↘678 | ↘666 | ↘646 | ↘622 | ↘577 |      |      |

## Населённые пункты
| - Бабанинка (деревня) — 7 - Большое Анненково (деревня, административный центр) — 196 - Быстрец (деревня) — 40 - Бычки (хутор) — 31 - Веселая Плота (хутор) — 11 - Волниковка (деревня) — 58 - Кретовка (деревня) — 20 | - Малое Анненково (деревня) — 137 - Михайловка (деревня) — 74 - Никитинка (деревня) — 34 - Орлянка (деревня) — 25 - Трифоновка (деревня) — 127 - Трубицын (хутор) — 4 |